# SLAX

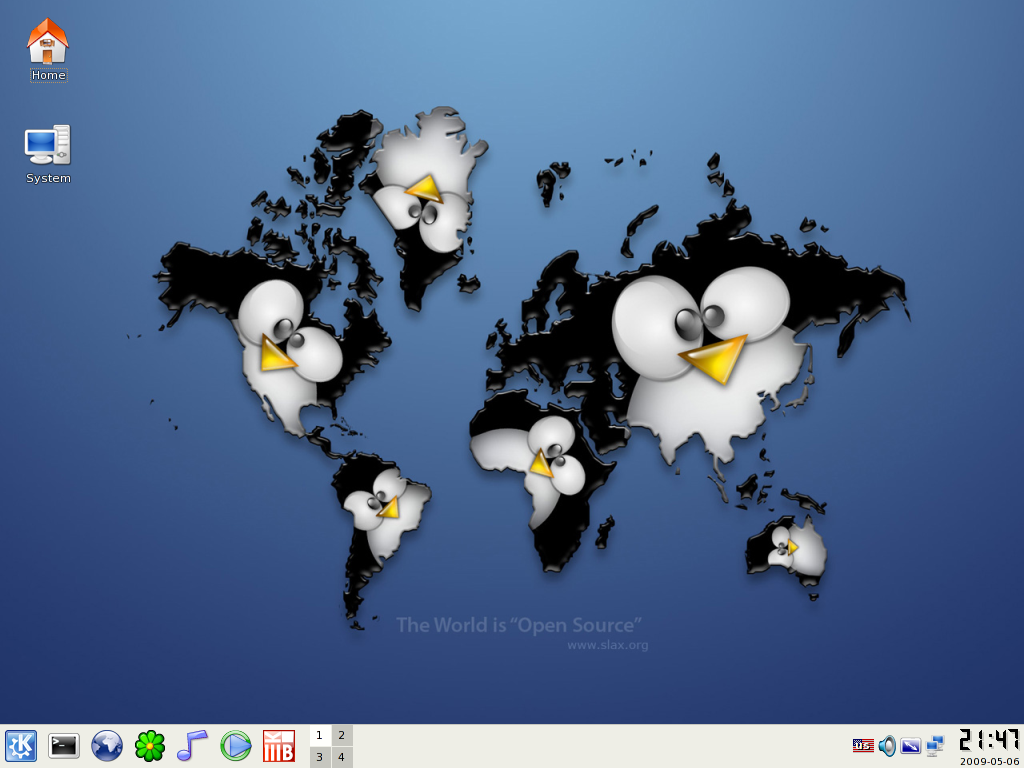
Standard Edition SLAX 6.0.7

SLAX là bản linux chạy trên CD mà không cần cài đặt xuống ổ cứng. SLAX sử dụng giao diện đồ họa KDE.

## Các phiên bản SLAX
- Slax Standard
- Slax Kill-Bill
- Slax Professional
- Slax Frodo
- Slax Hacker
- Slax Server
- Slax Popcorn

## Các phần mềm được bao gồm
1. Linux Kernel 2.6.16
2. X.org 6.9
3. UnionFS & SquashFS
4. KDE 3.5.2
5. MPlayer 1.0pre7 with KPlayer
6. Rdesktop (rscp in KDE)
7. Hotplug support
8. Cdrtools
9. Mutt e-mail client
10. Wget